# Neukieritzsch
Neukieritzsch település Németországban, azon belül Szászország tartományban. Lakosainak száma 6979 fő (2023. december 31.). Neukieritzsch Böhlen, Rötha, Borna, Regis-Breitingen, Groitzsch és Zwenkau községekkel határos.

## Földrajza
Neukieritzsch Böhlen, Rötha, Borna, Regis-Breitingen, Groitzsch és Zwenkau községekkel határos.

## A község részei
Neukieritzsch, Lippendorf, Kieritzsch, Deutzen, Lobstädt, Kahnsdorf és Großzössen

## Népesség
A település népességének változása:
| Lakosok száma | 6857 | 6908 | 6763 | 6926 | 6979 |
|               | 2017 | 2019 | 2021 | 2022 | 2023 |

## Galléira

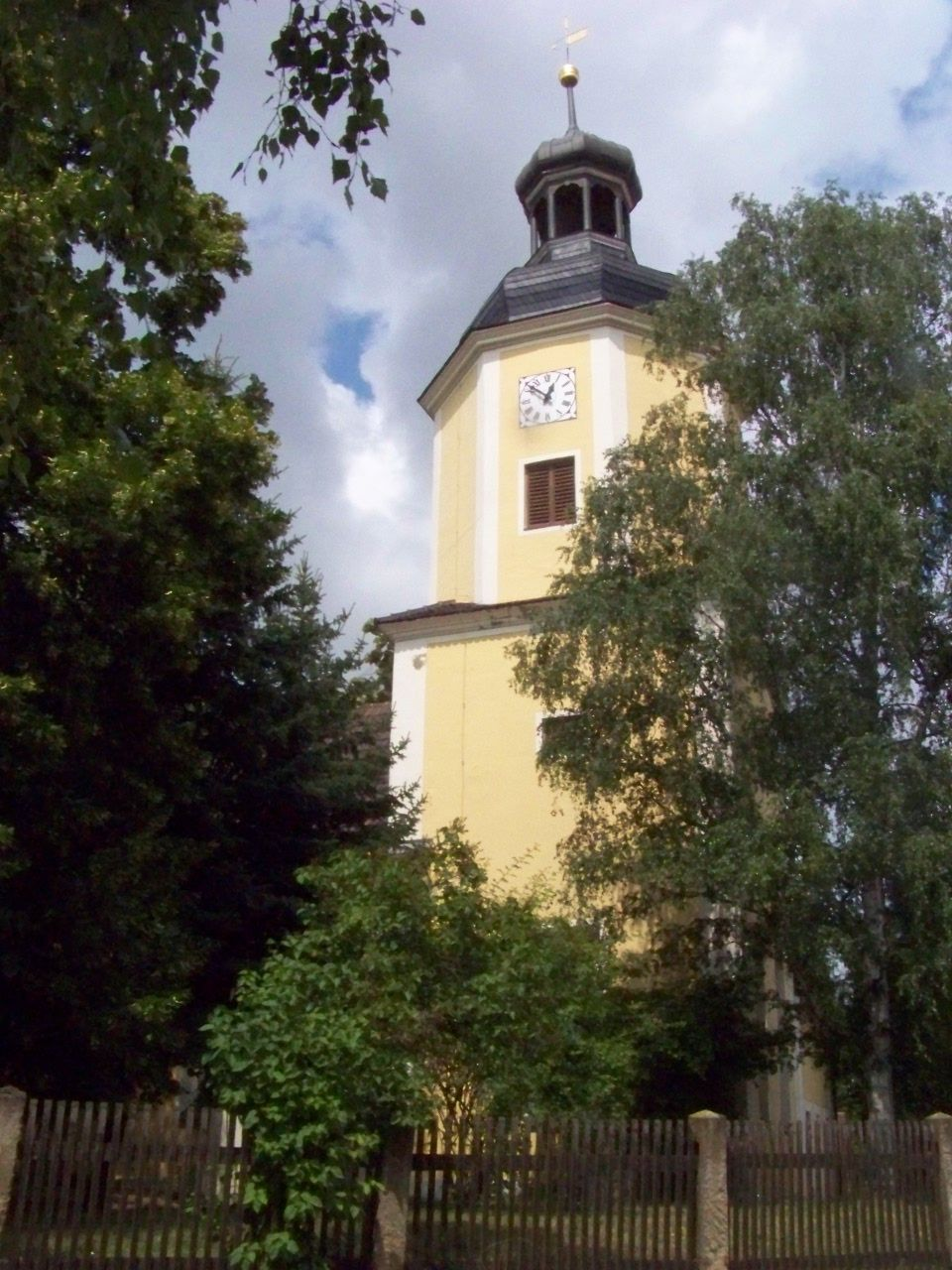
A templom Kieritzschben
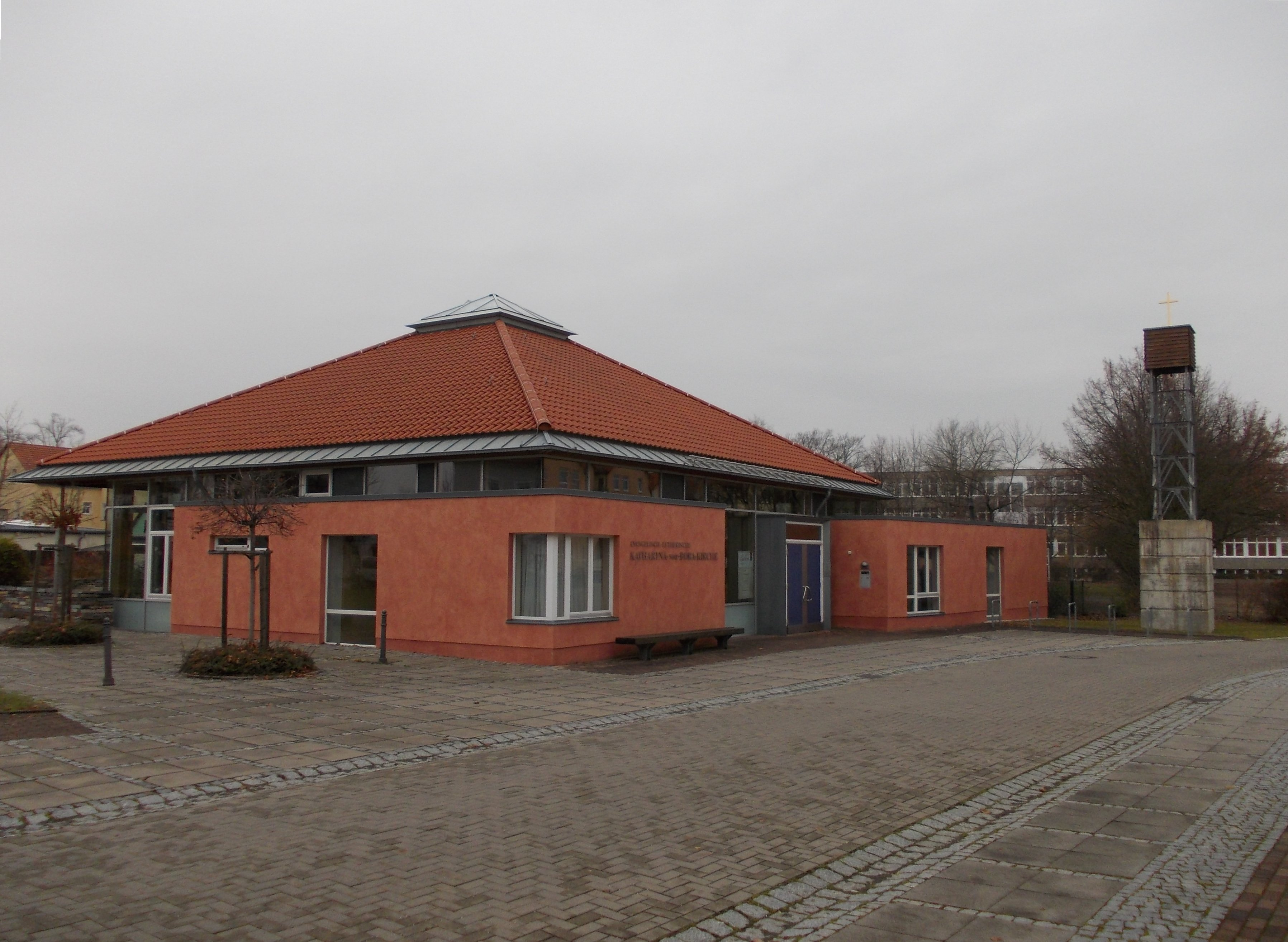
Katharina-von-Bora-Kirche Neukieritzschben
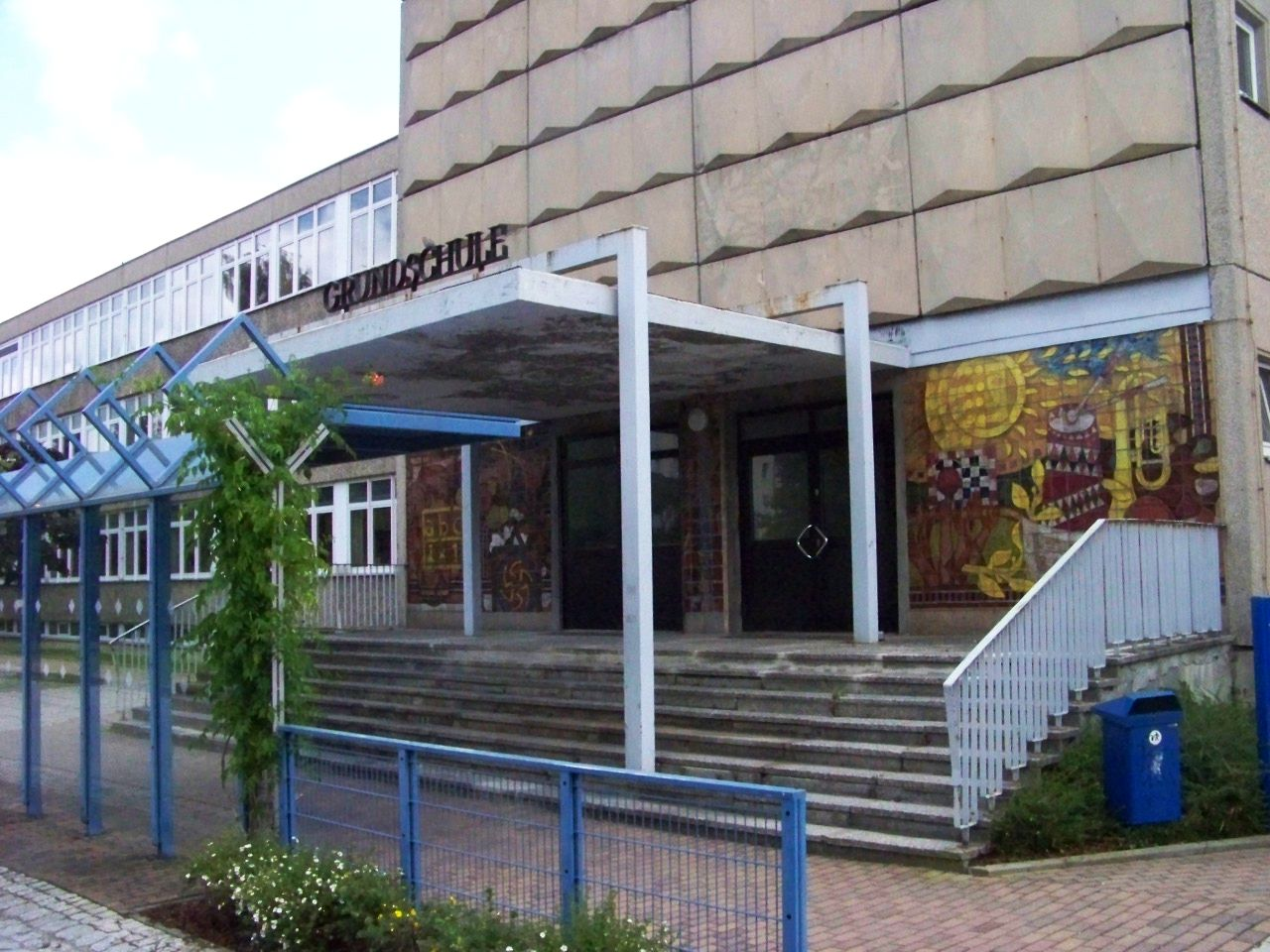
Az iskola